# Michel Almeida
Michel de Sousa Fernandes Alcobia de Almeida (* 28. September 1974 in Lissabon) ist ein ehemaliger portugiesischer Judoka. Bei den Europameisterschaften 2000 siegte er im Leichtgewicht.

## Sportliche Karriere
Der 1,69 m große Almeida trat bis 1997 meist im Halbleichtgewicht an, der Gewichtsklasse bis 65 Kilogramm. Bereits 1991 belegte er den siebten Platz bei den Europameisterschaften. 1993 war er Dritter der Junioreneuropameisterschaften. Im Jahr darauf war er hinter dem Georgier Giorgi Rewasischwili Zweiter der Juniorenweltmeisterschaften. Zwei Wochen danach gewann er hinter dem Türken Bektaş Demirel die Silbermedaille bei den Junioreneuropameisterschaften. 1995 und 1996 siegte er bei den portugiesischen Meisterschaften. Bei den Europameisterschaften 1995 schied er im Achtelfinale gegen den Bulgaren Iwan Netow aus. Bei den Weltmeisterschaften in Chiba schied er gegen den Südkoreaner Kim Dae-ik aus.
Bei den Olympischen Spielen 1996 in Atlanta gewann er seine ersten drei Kämpfe und unterlag dann im Viertelfinale dem Deutschen Udo Quellmalz. In der Hoffnungsrunde schied er gegen den Kubaner Israel Hernández aus und belegte letztlich den neunten Platz. 1997 belegte Almeida den siebten Platz bei den Europameisterschaften, nachdem er in der Hoffnungsrunde gegen den Briten Julian Davies verloren hatte. Davies war auch im Achtelfinale der Weltmeisterschaften in Paris sein Gegner und erneut unterlag Almeida.
1998 wechselte Michel Almeida ins Leichtgewicht, die Gewichtsklasse bis 73 Kilogramm. 1999 gewann er eine Bronzemedaille bei der Universiade in Palma del Mallorca. Im Mai 2000 bei den Europameisterschaften in Breslau bezwang er im Viertelfinale den Schweizer Olivier Schmutz und im Halbfinale den Franzosen Ferrid Kheder. Im Finale siegte er gegen den Russen Witali Makarow. Vier Monate später gewann Almeida seine ersten beiden Kämpfe bei den Olympischen Spielen in Sydney. Im Viertelfinale unterlag er dem Brasilianer Tiago Camilo. In der Hoffnungsrunde bezwang er den Algerier Nourredine Yagoubi und schied dann gegen Jimmy Pedro aus den Vereinigten Staaten aus, damit belegte Almeida den siebten Platz.
Nach seiner Karriere wurde Almeida Trainer. Zunächst betreute er das portugiesische Nationalteam, 2014 wechselte er in den Trainerstab des kanadischen Nationalteams.